# Yoo Ah-in
Yoo Ah-in (* 6. Oktober 1986 in Daegu, Südkorea; wirklicher Name: Eom Hong-sik) ist ein südkoreanischer Schauspieler. Seinen Durchbruch hatte er mit der Fernsehserie Sungkyunkwan Scandal (2010) und den Film Punch (2011). Punch hatte in Südkorea mehr als 5,3 Millionen Kinozuschauer und gehörte damit zu den erfolgreichsten Filmen des Jahres. Bei der Adaption des gleichnamigen Romans von Kim Ryŏ-ryŏng führte Lee Han Regie. Mit Lee arbeitete Yoo auch bei dessen nächsten Film zusammen, bei dem es sich ebenfalls um eine Verfilmung eines Romans von Kim Ryŏ-ryŏng handelt, Thread of Lies (2014). In diesen spielt Yoo eine größere Nebenrolle.
2015 wurde er schließlich für seine Rolle als Bösewicht in dem Actionfilm Veteran – Above the Law gefeiert. Des Weiteren spielte er an der Seite von Song Kang-ho und Moon Geun-young die Hauptrolle in dem Historienfilm The Throne als Kronprinzen Sado. 2018 spielte er die Hauptrolle in Lee Chang-dongs Film Burning, der im Wettbewerb des Filmfestivals Cannes lief. 2019 spielte er u. a. in dem von Jonas Lindstroem inszenierten Musikvideo zu Starry Night der südkoreanischen House-Musikerin und DJ Peggy Gou.
2021 erhielt er den Asian Film Award in der Kategorie bester Schauspieler für Voice of Silence.
Fernab des Showgeschäfts ist Yoo politisch sehr engagiert. Zudem entwarf er 2014 gemeinsam mit dem südkoreanischen Modelabel Nohant T-Shirts, auf denen die Namen von Modestädten wie Paris, Mailand, London, New York, Tokio und Seoul, jedoch immer ein Buchstabe durch einen koreanischen Buchstaben (Hangeul) ausgetauscht ist.

## Filmografie

### Filme
- 2007: Boys of Tomorrow (우리에게 내일은 없다, Uri-ege Naeil-eun Eopda)
- 2007: Skeletons in the Closet (좋지 아니한가, Jochi Anihanga)
- 2008: Antique (서양 골동 양과자점 앤티크)
- 2009: Haneul-gwa Bada (하늘과 바다)
- 2011: Punch (완득이, Wandeuki)
- 2013: Tough as Iron (깡철이, Kkangcheori)
- 2014: The Satellite Girl and Milk Cow (우리별 일호와 얼룩소, Stimme)
- 2014: Thread of Lies (우아한 거짓말, Uahan Geojitmal)
- 2015: Veteran (베테랑)
- 2015: The Throne (사도, Sado)
- 2016: Like for Likes (좋아해줘)
- 2018: Burning (버닝)
- 2018: Sovereign Default (국가부도의 날)
- 2020: #Alive
- 2020: Voice of Silence (소리도 없이, Sorido Eopsi)
- 2022: Seoul Vibe (서울대작전, Seouldaejagjeon)

### Fernsehserien
- 2004: Sharp 1 (반올림, KBS2)
- 2004: April Kiss (4월의 키스, KBS2)
- 2005: Drama City „Si-eun & Su-ha“ (시은&수하, KBS2)
- 2008: Chil-woo the Mighty (최강칠우, KBS2)
- 2009: He Who Can’t Marry (결혼 못하는 남자, Gyeolhan Mothaneun Namja, KBS2)
- 2010: Sungkyunkwan Scandal (성균관 스캔들, KBS2)
- 2012: Fashion King (패션왕 Paesyeon Wang, SBS)
- 2013: Jang Ok-jung, Living by Love (장옥정, 사랑에 살다, SBS)
- 2014: Secret Love Affair (밀회, Milhoe, jTBC)
- 2014: Discovery of Love (연애의 발견, Yeonae-ui Balgyeon, Cameo, KBS2)
- 2015: Six Flying Dragons (육룡이 나르샤, SBS)
- 2016: Descendants of the Sun (태양의 후예, Cameo, KBS2)
- 2017: Chicago Typewriter (시카고 타자기, Sikago Tajagi, tvN)